# Бриниця (річка)
Брини́ця (пол. Brynica)  — річка в Польщі, у Мишковському й Опольському повітах Сілезького й Опольського воєводств. Права притока Чорної Пшемші, (басейн Балтійського моря).

## Опис
Довжина річки 57,2 км, найкоротша відстань між витоком і гирлом — 34,68 км, коефіцієнт звивистості річки — 1,65 ; площа басейну водозбору 482,7  км². Формується притокам, багатьма безіменними струмками та загатами.

## Розташування
Бере початок у селі Мислув ґміни Козеґлови. Спочатку тече переважно на південний захід через село Бриницю. У місті Пекари-Шльонські повертає на південний схід, тече через міста Челядзь та Сосновець і у місті Мисловицях впадає у річку Чорну Пшемшу, праву притоку Пшемши.

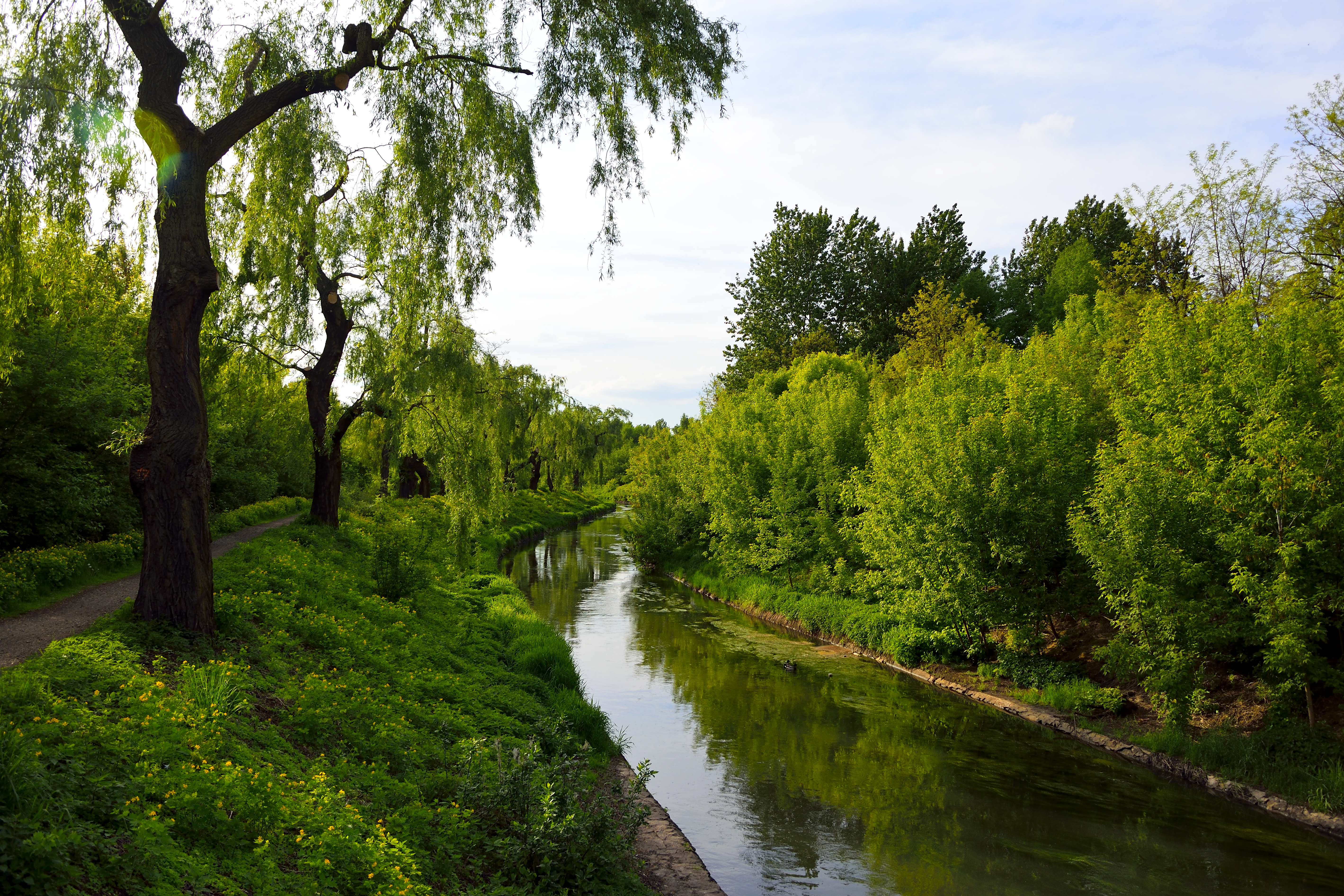
Бриниця у місті Сосновець

## Цікаві факти
- На річці у селі Шверлянець створено озеро Шверклянець[1], яке відокремлене дамбою від місцевого парку.
- У багатьох місцях річку перетинають автошляхи та залізниці.